# Jean Howardová
Jean Howardová (nepřechýleně Jean Howard; rozená Ernestine Hillová, 13. října 1910 – 20. března 2000) byla americká herečka a profesionální fotografka.

## Životopis
Jean Howardová se narodila 13. října 1910 v Longview v Texasu. Jednou při návštěvě fotografického studia zaujala zdejšího fotografa Paula Mahoneya, pro kterého nakonec začala pracovat a změnila si po něm také jméno na Ernestine Mahoneyová. Následně se zúčastnila několika soutěží krásy a módních přehlídek a později začala hrát i v místních divadlech.
Koncem 20. let odešla do Hollywoodu, kde se stala součástí Studio Clubu, kde žila spolu s mnoha dalšími herečkami, které také čekaly na svou první roli.
Netrvalo však dlouho a Jean se brzy po odpovědi na inzerát stala tzv. „Goldwyn Girl“ a debutovala ve filmu Whoopee (1930). Svou další roli však byla nucena odmítnou, jelikož musela odjet zpět do Dallasu kde její otec zemřel při automobilové nehodě. V roce 1931 začala vystupovat také v divadle jako „Ziegfeld Girl“ a v následujících letech si u studia Metro-Goldwyn-Mayer zahrála v několika dalších filmech jako Broadway to Hollywood (1933) či The Prizefighter and the Lady (1933).
I na Broadwayi se objevila ve třech inscenacích: The Age of Innocence s Franchot Tonem; Ziegfeld Follies of 1931 s Iris Adrianovou a Harry Richmanem; a v Evensong.
Jako fotografka často fotila různé momenty z Hollywoodu během 40. a 50. let. Fotografovala večírky, shromáždění, sportovní turnaje i osobnosti jako například: Tyrone Power, Gene Tierneyová, Richard Burton, Cole Porter, Judy Garlandová, Grace Kellyová, Hedy Lamarrová, Jennifer Jonesová, Deborah Kerrová, Geraldine Page, Ethel Barrymore, Laurence Olivier a Vivien Leighová. V roce 1989 vyšla kniha jejích fotografií Jean Howard's Hollywood, pocta zlatým časům Hollywoodu.

## Osobní život
Po rozchodu s židovským americkým hollywoodským talentovým agentem Charlesem K. Feldmanem v roce 1948 spolu pár žil až do jeho smrti v roce 1968. Neměli spolu žádné děti.

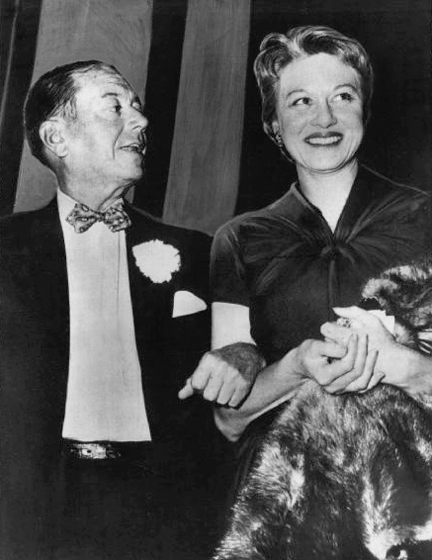
Jean Howardová a Cole Porter na začátku roku 1954

Zdědila bohatství v klenotech od přátel Lindy a Cole Porterových, na ostrově Capri, kde se provdala za Tonyho Santora, italského hudebníka. Zemřela v roce 2000 ve věku 89 let ve svém domě Coldwater Canyon v Beverly Hills v Kalifornii. Je pohřbena v Abbey of the Psalms Mausoleum v Hollywood Forever Cemetery, Hollywood, Kalifornie. 

## Galerie

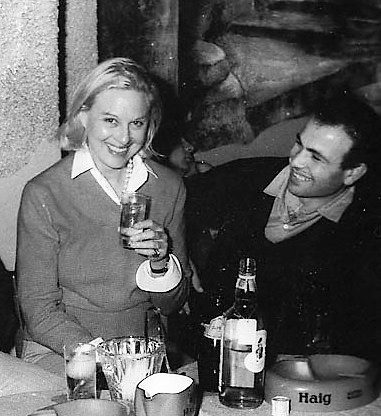
Jean Howard a Tony Santoro (60. léta)
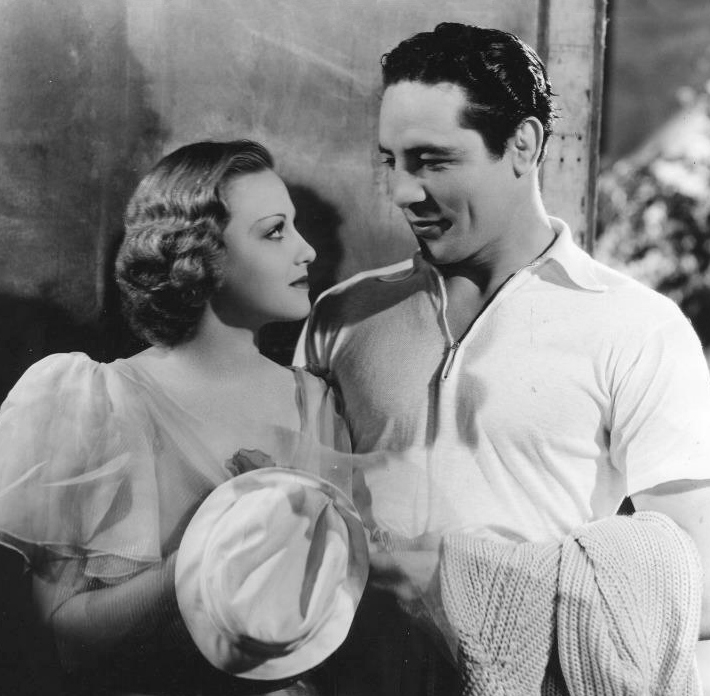
Baer Loy ve filmu The Prizefighter and the Lady (1933)

## Filmografie (kompletní)
- 1930 Whoopee! (režie Thornton Freeland)
- 1933 Broadway to Hollywood (režie Jules White a Willard Mack)
- 1933 The Prizefighter and the Lady (režie W. S. Van Dyke a Howard Hawks)
- 1933 Tančící Venuše (režie Robert Z. Leonard)
- 1933 The Women in His Life (režie George B. Seitz)
- 1935 Zlomená srdce (režie Anthony Veiller, Sarah Y. Mason a Victor Heerman)
- 1936 The Final Hour (režie D. Ross Lederman)
- 1937 We're on the Jury (režie Ben Holmes)
- 1943 Claudia (režie Edmund Goulding)
- 1944 Bermuda Mystery (režie Benjamin Stoloff)
- 1950 Space Patrol (seriál – 1 epizoda), (režie Dick Darley)
- 1987 Still the Beaver (seriál – 1 epizoda), (režie Frank Saperstein)
- 1989 B.O.R.N. (režie Ross Hagen)